# Montalto Pavese
Montalto Pavese est une commune italienne de la province de Pavie, dans la région Lombardie.

## Administration
| Période                                  | Période | Identité | Étiquette | Qualité |
| ---------------------------------------- | ------- | -------- | --------- | ------- |
|                                          |         |          |           |         |
| Les données manquantes sont à compléter. |         |          |           |         |

### Communes limitrophes
Borgo Priolo, Borgoratto Mormorolo, Calvignano, Lirio, Montecalvo Versiggia, Mornico Losana, Oliva Gessi, Pietra de' Giorgi, Rocca de' Giorgi, Ruino.